# Jean de Césarée
Jean de Césarée est un des premiers représentants de l'orthodoxie néo-chalcédonienne peu avant l'accession de Justin Ier sur le trône de Constantinople. Son œuvre majeure, Défense du concile de Chalcédoine, composée vers 515, est connue par la réfutation qu'en a faite Sévère d'Antioche. On lui attribue aussi divers ouvrages théologiques de cette époque.